# Bryum
Bryum er en stor slægt af mosser med mere end tusind arter i verden, hvoraf 38 findes i Danmark. Bryum kommer fra oldgræsk bryon (mos), der var navnet på en nu ukendt kryptogam plante.
Arterne i denne slægt har oprette skud med tynde, gennemskinnelige blade, der som regel har store, rombiske eller sekskantede celler. I bladranden findes dog ofte en randsøm af smalle celler. Ribben er kraftig. Nogle arter formerer sig vegetativt, f.eks ved ynglelegemer fra rhizoiderne.
Mange arter kan kun bestemmes ud fra sporehusets udformning. Bestemmelsen besværliggøres af, at nogle arter er meget variable i deres udseende og hyppigt danner hybrider med hinanden. Slægten er stadig dårligt udforsket. De danske arter er dog godt kendt.
| Danske arter |

- Barkbryum Bryum flaccidum
- Bleg bryum Bryum pallescens
- Blegrød bryum Bryum pallens
- Bornholmsk bryum Bryum bornholmense
- Dværgbryum Bryum bicolor
- Grøn bryum Bryum neodamense
- Gulknoldet bryum Bryum tenuisetum
- Gulribbet bryum Bryum radiculosum
- Hårspidset bryum Bryum capillare
- Hulbladet bryum Bryum knowltonii
- Kortbørstet bryum Bryum klinggraeffii
- Lerbryum Bryum intermedium
- Løgformet bryum Bryum funckii
- Markbryum Bryum rubens
- Mørk bryum Bryum bimum
- Mosebryum Bryum uliginosum
- Nedløbende bryum Bryum pseudotriquetrum
- Prydbryum Bryum elegans
- Purpur bryum Bryum purpurascens
- Ribbebryum Bryum algovicum
- Rødknoldet bryum Bryum torquescens
- Ruderatbryum Bryum ruderale
- Rundbladet bryum Bryum cyclophyllum
- Saltbryum Bryum salinum
- Skærgårdsbryum Bryum alpinum
- Smalhåret bryum Bryum amblyodon
- Smalmundet bryum Bryum warneum
- Smuk bryum Bryum calophyllum
- Småhvælvet bryum Bryum mamillatum
- Stirtons bryum Bryum stirtonii
- Storbladet bryum Bryum schleicheri
- Storknoldet bryum Bryum micro-erythrocarpum
- Strandbryum Bryum marratii
- Symmetrisk bryum Bryum creberrimum
- Sølvbryum Bryum argenteum
- Topbryum Bryum turbinatum
- Tuebryum Bryum caespiticium
- Violet bryum Bryum violaceum